# Ктулху
Кту́лху (англ. Cthulhu) — вымышленное космическое существо, созданное американским писателем Говардом Филлипсом Лавкрафтом. Впервые был представлен в рассказе «Зов Ктулху», опубликованном в американском журнале «Weird Tales» в 1928 году. Ктулху считается Великим Древним богом среди других лавкрафтовских космических сущностей, он владыка миров, спящий на дне Тихого океана. Ктулху разными частями тела подобен осьминогу, дракону и карикатуре на человеческий облик, который способен воздействовать на разум человека.
По имени этого персонажа названа авторская «Мифология Ктулху», ставшая основой многих произведений. Ктулху стал очень популярным образом. Имя Ктулху фигурирует в многочисленных ссылках на популярную культуру.

## Описание

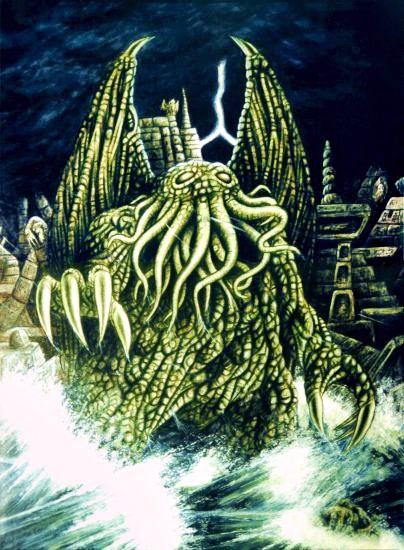
Ктулху в представлении современного художника (2006)

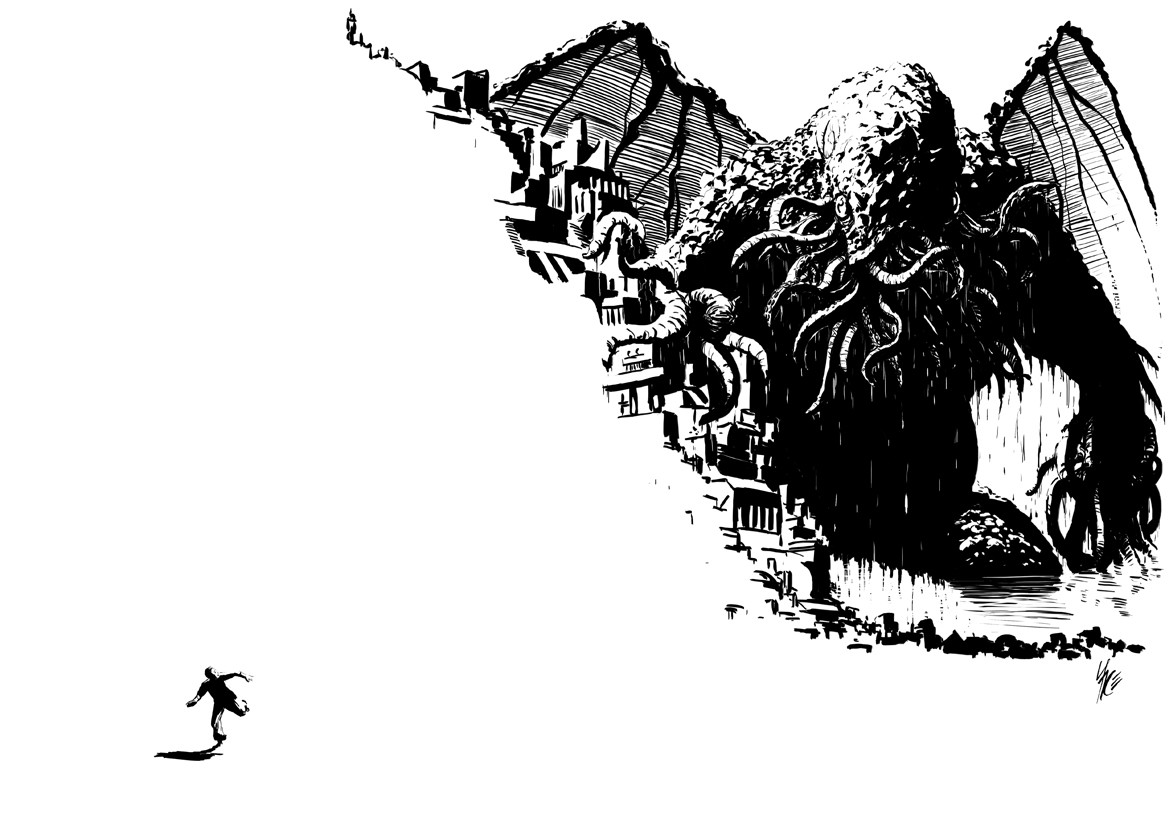
«Отродье Звёзд» из рассказа «Зов Ктулху». Рисунок Софьян Сяриф

Ктулху — нечто совершенно противоестественное для нашего мира. Ктулху явился из Иного измерения, где иные законы природы и неевклидова геометрия, поэтому он обладает исключительными аномальными свойствами, и способен воздействовать на пространство и проходить сквозь объекты. Некоторые ошибочно считают Ктулху монстром, имеющим личность — что не верно. Ктулху представляется людям как космическая сущность или воплощение страхов на метафизическом уровне. Лавкрафт называет его «Великий Ктулху», «Отродье звёзд» или «Безымянное порождение небес».

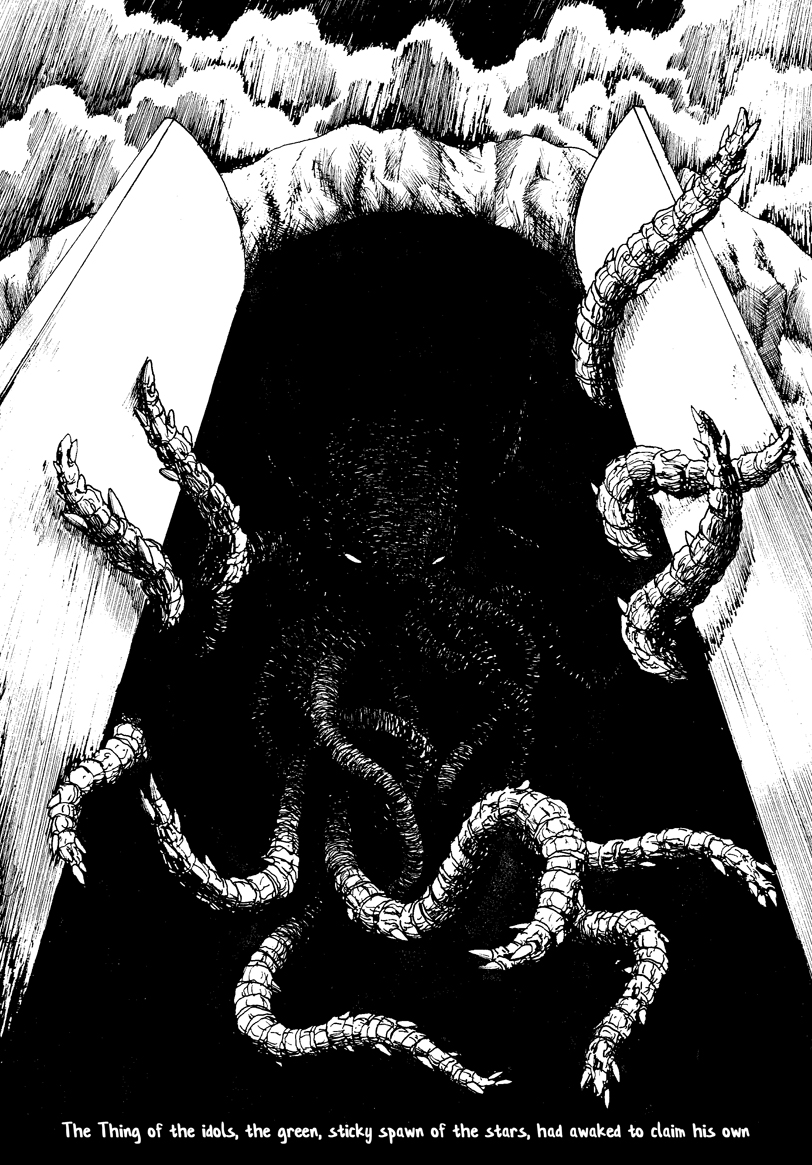
Рисунок Софьян Сяриф

Ктулху разными частями тела подобен дракону, осьминогу, кальмару, медузе и человеку. У него ужасная голова кальмара с извивающимися щупальцами и гигантское студенистое тело с длинными когтями на руках и огромными крыльями за спиной. Он хлюпает и истекает слизью при движении, а его желеобразное тело, похожее на медузу, имеет зелёный, студенистый вид, и источает зловоние тысячи могил. Это ковыляющая гора; больше, чем легендарный Полифем. Ктулху (плывущий или же идущий по дну) воздымался над нечистой пеной, как корма демонического галеона. Точные размеры не указываются.
Ктулху пребывает во сне, подобном смерти, на вершине подводного города Р’льех в южной части Тихого океана. Он воздействует на разум людей, но его способности заглушаются толщей воды, так что ему подвластны только сны особо чувствительных людей. Напуская ужасные сны, он порой доводит их до сумасшествия. Почитатели Ктулху убеждены в великом могуществе своего божества, а гибель цивилизации представляется им весьма вероятным, хотя и незначительным последствием пробуждения Ктулху. Ктулху принадлежит к роду Древних богов, пришедших со звёзд. Вся история человечества есть лишь миг для Ктулху. Однажды, «при верном положении звёзд Древние смогут вновь перемещаться меж миров, и Р’льех поднимется над водой, и Ктулху освободится». В магических местах проведения ритуалов появляются Чернокрылые, которые убивают людей приготовленных им в жертву. Эти летающие бесы обладают крыльями, как и сам Ктулху.
В рассказе «Зов Ктулху» наиболее подробное описание Ктулху основано на идолах. Уилкокс, художник из Провиденс, создал по своим снам идол Ктулху:

Это было некое чудовище, или символ, представляющий чудовище, или просто нечто рождённое больным воображением. Если я скажу, что в моём воображении, тоже отличающимся экстравагантностью, возникли одновременно образы осьминога, дракона и карикатуры на человека, то, думается, я смогу передать дух изображённого существа. Мясистая голова, снабжённая щупальцами, венчала нелепое чешуйчатое тело с недоразвитыми крыльями; причём именно общий контур этой фигуры делал её столь пугающе ужасной. Фигура располагалась на фоне, который должен был, по замыслу автора, изображать некие циклопические архитектурные сооружения.Оригинальный текст (англ.)It seemed to be a sort of monster, or symbol representing a monster, of a form which only a diseased fancy could conceive. If I say that my somewhat extravagant imagination yielded simultaneous pictures of an octopus, a dragon, and a human caricature, I shall not be unfaithful to the spirit of the thing. A pulpy, tentacled head surmounted a grotesque and scaly body with rudimentary wings; but it was the general outline of the whole which made it most shockingly frightful. Behind the figure was a vague suggestion of a Cyclopean architectural background".

Другой идол был найден полицейским Леграссом в лесах Луизианы:

Монстр, очертания которого смутно напоминали антропоидные, однако у него была голова осьминога, лицо представляло собой массу щупалец, тело было чешуйчатым, гигантские когти на передних и задних лапах, а сзади — длинные, узкие крылья. Это создание, которое казалось исполненным губительного противоестественного зла, имело тучное и дородное сложение и сидело на корточках на прямоугольной подставке или пьедестале, покрытом неизвестными иероглифами. Кончики крыльев касались заднего края подставки, седалище занимало её центр, в то время как длинные кривые когти скрюченных задних лап вцепились в передний край подставки и протянулись под её дно на четверть длины. Голова монстра была наклонена вперёд, так, что кончики лицевых щупалец касались верхушек огромных передних когтей, которые обхватывали приподнятые колени. Существо это казалось аномально живым и, так как происхождение его было совершенно неизвестным, тем более страшным.Оригинальный текст (англ.)"Monster of vaguely anthropoid outline, but with an octopus-like head whose face was a mass of feelers, a scaly, rubbery-looking body, prodigious claws on hind and fore feet, and long, narrow wings behind. This thing, which seemed instinct with a fearsome and unnatural malignancy, was of a somewhat bloated corpulence, and squatted evilly on a rectangular block or pedestal covered with undecipherable characters. The tips of the wings touched the back edge of the block, the seat occupied the centre, whilst the long, curved claws of the doubled-up, crouching hind legs gripped the front edge and extended a quarter of the way down toward the bottom of the pedestal. The cephalopod head was bent forward, so that the ends of the facial feelers brushed the backs of huge fore paws which clasped the croucher’s elevated knees. The aspect of the whole was abnormally life-like, and the more subtly fearful because its source was so totally unknown. 

Моряк Йохансен так описал Ктулху, когда он наконец появился:

Существо описать было невозможно — ибо нет языка, подходящего для передачи таких пучин кричащего вневременного безумия, такого жуткого противоречия всем законам материи, энергии и космического порядка. Шагающая или точнее, ковыляющая горная вершина. Зелёное, липкое порождение звёзд, пробудилось, чтобы заявить свои права. Звёзды вновь заняли благоприятное положение, и то, чего древнему культу не удалось добиться всеми своими ритуалами, было по чистой случайности осуществлено кучкой совершенно безобидных моряков. После миллиардов лет заточения великий Ктулху был вновь свободен и жаждал насладиться этой свободой.
Титаническое Существо что-то бормотало и пускало слюни, как Полифем, посылающий проклятия вслед удаляющемуся кораблю Одиссея. Затем великий Ктулху, многократно более мощный, чем легендарные Циклопы, начал преследование, поднимая гигантские волны своими космическими гребками.
Храбрый норвежец направил нос корабля прямо на преследующее его чудовищное желе, возвышавшееся над грязной пеной кормой дьявольского галеона. Чудовищная верхняя часть головоногого с развевающимися щупальцами поднималась почти до бушприта стойкой яхты, но Йохансен вёл корабль вперёд. Раздался взрыв, как будто лопнул гигантский пузырь, за ним — отвратительный звук разрезаемой титанической медузы, сопровождаемый зловонием тысячи разверстых могил.
Разметавшиеся клочья безымянного посланца звёзд постепенно воссоединялись в свою тошнотворную первоначальную форму.Оригинальный текст (англ.)"The Thing cannot be described—there is no language for such abysms of shrieking and immemorial lunacy, such eldritch contradictions of all matter, force, and cosmic order. A mountain walked or stumbled. The Thing of the idols, the green, sticky spawn of the stars, had awaked to claim his own. The stars were right again, and what an age-old cult had failed to do by design, a band of innocent sailors had done by accident. After vigintillions of years great Cthulhu was loose again, and ravening for delight".

"The titan Thing from the stars slavered and gibbered like Polypheme cursing the fleeing ship of Odysseus. Then, bolder than the storied Cyclops, great Cthulhu slid greasily into the water and began to pursue with vast wave-raising strokes of cosmic potency".
"Brave Norwegian drove his vessel head on against the pursuing jelly which rose above the unclean froth like the stern of a daemon galleon. The awful squid-head with writhing feelers came nearly up to the bowsprit of the sturdy yacht, but Johansen drove on relentlessly. There was a bursting as of an exploding bladder, a slushy nastiness as of a cloven sunfish, a stench as of a thousand opened graves, and a sound that the chronicler would not put on paper. For an instant the ship was befouled by an acrid and blinding green cloud, and then there was only a venomous seething astern!" 
"The scattered plasticity of that nameless sky-spawn was nebulously recombining in its hateful original form, whilst its distance widened every second as the Alert gained impetus from its mounting steam".

## Культ Ктулху
Культ Ктулху (англ. Cthulhu cult) — древняя религиозная традиция поклонения Ктулху, что никогда не умрёт. Культ распространён в самых разных уголках Земли; в частности, на островах Полинезии, Новой Зеландии, среди эскимосов Гренландии, жителей Луизианы, и в горах Китая. Сектанты устраивают человеческие жертвоприношения, беснуются, читают шёпотом мантру: «Пх’нглуи мглв’нафх Ктулху Р’льех вгах’нагл фхтагн», — что приблизительно означает «В глубине вод под Р’льехом покоится Ктулху, дожидаясь своего часа».
Сектанты верят, что однажды их поклонение Ктулху приведет к его возвращению и когда он пробудится, то они смогут отбросить все представления о морали, и сострадании, превратив мир в пейзаж насилия и кровопролития. Они используют резные идолы Ктулху. Старейшина культа Кастро «разговаривал с бессмертными лидерами культа в горах Китая». Он считал, что «сердце этой религии лежит в непроходимой Аравийской пустыни, где Ирем, Город Колонн, видит сны скрытым, и нетронутыми».
Многие из сектантов — моряки, которые путешествуют из порта в порт, и поэтому их можно найти практически в любом месте. Властями и отдельными исследователями было выявлено несколько ячеек, и по большей части сектанты кажутся людьми, хотя часто они деформированы в результате длительного скрещивания и, возможно, духовной близости к своему богу. Они живут в изоляции, ближе к их истинным корням, но в мифах Лавкрафта это означает ближе к Ктулху.
Ктулху известен по всему космосу. В повести «Шепчущий во тьме» герой говорит, что «познал Иные миры в космосе, откуда пришёл Ктулху, и то, почему с тех пор засияла половина великих звёзд истории». В повести «Хребты Безумия» описаны Потомки Ктулху, которые воевали со Старцами задолго до зарождения человечества. Ктулху поклонялись расы существ, живших на Земле в древности (такие как глубоководные) и другие инопланетяне (такие как Ми-Го).

## Этимология и произношение
Лавкрафт говорил, что имя Ктулху правильнее произносить как Khlûl’-hloo, поясняя, что «…первый слог [в Khlul’-hloo] произносится гортанно и весьма хрипло [Буква] „u“ [произносится] примерно как в „full“; а первый слог похож на „klul“ в звучании; так, „h“ обозначает гортанный хрип». Через долгое время после его смерти стало популярным произношение Kathooloo ([kə'θulu]). Ни в одном из английских вариантов произношения звука «ц» («Цтулху») нет.
С. Т. Джоши, однако, указывает, что Лавкрафт в разных случаях произносил разные слова по-разному. Согласно Лавкрафту, это просто самое близкое, что человеческий голосовой аппарат может приблизиться к воспроизведению слогов инопланетного чужого языка. Ктулху также пишется многими другими способами, включая Тулу, Катулу и Кутулу. Имя Ктулху часто предшествует эпитету Великий, Великий жрец, Мёртвый или Ужасный.
Брайан Ламли в предисловии к своему сборнику рассказов «Мифы Ктулху» отметил, что это имя «легче прорычать или прошипеть, чем сказать».
Имя Ктулху, вероятно, было выбрано, чтобы повторить слово хтонический (древнегреческое «земля»), как, по-видимому, предложил сам Лавкрафт в конце своего рассказа «Крысы в стенах» (1923). Хтонический, или земной, дух имеет прецеденты в многочисленных древних и средневековых мифологиях, часто это существо охраняет шахты и подземные сокровища, особенно в германской мифологии (карлики) и греческой (халибахи, тельхины, дактили).

## Прототип
О существовании прототипа Ктулху доподлинно неизвестно. Идеи рассказа «Зов Ктулху» происходят из сна, приснившегося Лавкрафту в 1919 году, который он позже изложил в своём «Дневнике для заметок» в августе 1925 года. Лавкрафт говорил, что Ктулху не похож ни на что прежде написанное им. Образ Ктулху уникален и его лишь отчасти можно сравнить с такими морскими божествами, как: Кракен, Исполин, Левиафан, Океан (Титан). Лавкрафт часто использует типовые мифологические архетипы, однако, у него всегда есть отличия. Так, в противовес Создателю, Ктулху является Разрушителем.
Предпосылки к созданию образа Ктулху можно найти в ранних рассказах Лавкрафта. В рассказе «Склеп» герой слышит зов демона из под земли. В рассказе «Картина в доме» упоминается чудовище с телом дракона и головой крокодила, изображаемое на античных картах. В рассказе «Из глубин мироздания» учёный попадает в храм давно умерших богов. В рассказе «Затаившийся страх» Лавкрафт впервые описывает щупальца, вырывающиеся из под земли. В рассказе «Ужас в Ред Хуке» впервые говорится о великом морском божестве, хотя имя Ктулху не появляется.
В рассказе «Зов Ктулху» упоминается «Золотая ветвь» Фрейзера, где описан «Умирающий и воскресающий бог»; а также «Культ ведьм западной Европы» Мисс Мюррей, где описано то, как сектанты поклоняются «Богу ведьм».
Роберт Прайс указывает на сонет «Кракен» Альфреда Теннисона, как главный источник вдохновения «Зов Ктулху», поскольку оба существа относятся к огромному водному чудовищу, спящему вечность на дне океана, и им обоим предназначено пробудиться ото сна в апокалиптическую эпоху.
Прайс указывает на «Боги Пеганы» лорда Дансени, где изображён «спящий бог», которого постоянно убаюкивают, чтобы предотвратить разрушительные последствия его пробуждения. В рассказе Дансени «Лавка в Проходной улице» говорится о «небесах богов, которые спят» и «тех несчастных, слушающих одного старого бога, который говорит, пока он спит глубоким сном». Лавкрафт создавал первых божеств основываясь на работах Дансени. Образ спящего божества часто встречается в мировой литературе.
С. Т. Джоши и Дэвид Шульц указывают на рассказ «Орля» (франц. Le Horlà) Ги де Мопассана (1887), который Лавкрафт описывает в своём эссе «Сверхъестественный ужас в литературе», где идёт речь о «невидимом существе, которое живёт в воде и воздействует на умы людей, и является инопланетным организмом, прибывшим на Землю, чтобы сокрушить человечество». Невидимость и воздействие на разум людей являются характерными чертами нечистой силы.
Существует гипотеза, что прототипом для Ктулху послужил Тангароа (Тангалоа, Каналоа) — полинезийское божество моря. Гавайцы представляют Тангароа в виде гигантского спрута или кальмара.

## Ктулху в произведениях Лавкрафта
Лавкрафт разработал подробную генеалогию Ктулху («Письмо 617» в «Избранных письмах») и сделал его центральным ориентиром в своих работах, хотя, изначально это место было отведено Йог-Сототу. Ктулху упоминается в произведениях:
- В рассказе «Зов Ктулху» (1926) Ктулху описан наиболее полно.
- В рассказе «Ужас Данвича» (1928) говорится про связь Ктулху с Древними богами, пришедшими со звёзд.
- В повести «Шепчущий во тьме» (1930) говорится, что Ктулху прибыл на Землю задолго до человека и после на планете попеременно сменяли один другого «Цикл Ктулху» и «Цикл Йог-Сотота»[4].
- В повести «Хребты Безумия» (1931) учёные находят фрески с изображением Старцев, которые воевали против Потомков Ктулху.
- В повести «Тень над Иннсмутом» (1931) Ктулху поклоняются Глубоководные.

Ктулху упоминается в произведениях написанных в соавторстве:
- В рассказе «Электрический палач» (1929) герой упоминает легенды о Ктулху.
- В повести «Курган» (1930) герой говорит, что дух Ктулху насылает на него сон.
- В рассказе «Локон Медузы» (1930) ведьма рассказывает о Ктулху и Древних богах.
- В рассказе «Ужас в музее» (1932) смотритель музея рассказывает легенды о Ктулху.
- В рассказе «Врата серебряного ключа» (1933) упоминаются Отродья Ктулху.
- В рассказе «Вне времени» (1933) упоминается Ктулху-метал.

## Ктулху в произведениях других писателей
В расширенной Вселенной «Мифов Ктулху» имя Ктулху часто использовали авторы последователи Лавкрафта, а также авторы, которые добавили отдельную информацию, что не основана на произведениях Лавкрафта.

### Август Дерлет
Август Дерлет, писатель и друг Лавкрафта, дописал незаконченные произведения автора после его смерти и в каждом из них добавил упоминание Ктулху. Дерлет использовал имя Ктулху, чтобы определить систему знаний, используемую Лавкрафтом и последователями «Мифов Ктулху». В 1937 году Дерлет написал рассказ «Возвращение Хастура», в котором он предложил две группы противоположных космических сущностей:
Древние и Старшие Боги представляют собой космическое добро и зло, они носят множество имён, и принадлежащие к разным группам, как бы связанных со стихиями, и всё же превосходящие их: ибо существуют Водные Существа, скрытые в глубины; Те из Воздуха, которые являются первобытными существами, таящимися вне времени; ужасные живые существа, оставшиеся на Земле с далёких эпох. 
Согласно схеме Дерлета, «Великий Ктулху является одним из Элементалей Воды» и был вовлечён в давнее соперничество с Хастуром, элементалем воздуха, описанным Дерлетом как «сводный брат» Ктулху. Дерлет описал эти идеи в серии рассказов, опубликованных в «Weird Tales» (1944–1952) и собранных под названием «След Ктулху», описывающих борьбу доктора Лабана Шрусбери и его соратников против сектантов Ктулху. Ктулху часто упоминается в романе Дерлета «Таящийся у порога» (1945), что вошёл в сборник «Наблюдатели» и был опубликован в «Arkham House» в 1974 году. Интерпретации Дерлетом «Мифов Ктулху» Лавкрафта подверглись критике. Мишель Уэльбек в книге «Лавкрафт: против мира, против жизни» (2005) порицает Дерлета за попытку превратить строго аморальную преемственность Лавкрафта в стереотипный конфликт между силами добра и зла.

### Кларк Эштон Смит
В 1933 году Лавкрафт отправил письмо к Кларку Эштону Смиту («Избранные письма Лавкрафта» 4.617), в котором изображено «Родовое древо Азатота». Схема отображает родственные связи между Древними богами, среди которых: Ктулху, Наг и Йеб, Йиг, Йог-Сотот, Шуб-Ниггурат, Ньярлатотеп, Тсатхоггуа, а затем ведёт к божествам Смита (среди которых есть уникальные имена существ, не появившиеся за пределами этого письма). Эта идея не появилась в произведениях Лавкрафта. В 1934 году Кларк Эштон Смит в письме Роберту Барлоу («Избранные письма Кларка Эштона Смита» 189) описывает полностью другое древо: «Генеалогическая Карта Старших Богов», где описаны только выдуманные Смитом «Внешние боги».

### Джеймс Мортон
Согласно переписке между Лавкрафтом и писателем Джеймсом Ф. Мортоном, родителем Ктулху является божество Наг, которое само является потомком Йог-Сотота и Шуб-Ниггурат. Лавкрафт описал в письме Мортону причудливое генеалогическое древо, в котором он сам происходит от Ктулху через Шаураш-Хо, Йогаша Гуля, К'баа Змея и Гота-Норы (эти четыре сущности никогда не описывались) (избранные письма Лавкрафта 4.617).

### Другие
- Ник Маматас в романе «Движение под землёй» (2004) описывает события в мире, где Ктулху захватил власть. Один из повстанцев становится избранником Азатотом и получает сверхсилы.
- «Странные эоны» Роберт Блох
- «Таска» Рэмси Кэмпбелл
- «Философский камень» Колин Уилсон
- «Звездное порождение Гипербореи» Джон Р. Фульц
- «Некрономикон: Книга мертвых имен» Джордж Хэй
- «Замок Тьмы» Гербер

## Влияние образа
Образ Ктулху обрёл широкую известность и многократно использовался в художественных произведениях разных авторов.

### Музыка
К образу Ктулху не раз обращались музыканты разных стран, в особенности металлисты. Среди них, в частности, группы Samael (песня «Rite of Cthulhu», 1991), Therion («Cthulhu», 1992), Mercyful Fate («Kutulu», 1996), Cradle of Filth (Cthulhu Dawn, 2000), Nox Arcana (в альбоме Necronomicon, целиком посвящённом Лавкрафту), Septicflesh (песня Our Church below the Sea, 2017), The Vision Bleak(песни «Kutulu» и «Curse of Arabia»), Bal-Sagoth («Shackled to the Trilithon of Kutulu», 2006), Deadmau5 («Cthulhu Sleeps», 2010) и многие другие. Инструментальная композиция группы Metallica «The Call of Ktulu» из альбома Ride The Lightning (1984), записанная с Симфоническим оркестром Сан-Франциско для альбома S&M (2000), получила премию «Грэмми» за лучшее рок-музыкальное представление.

### Игры
Значительное влияние творчество Лавкрафта и, в частности, образ Ктулху оказали на индустрию игр. В 1981 году по мотивам произведений Лавкрафта компания Chaosium выпустила настольную ролевую игру под названием «Call of Cthulhu». 

Мифы Ктулху нашли отражение или легли в основу таких известных компьютерных игр, как Call of Cthulhu: Dark Corners of the Earth, Alone in the Dark, «Prisoner of Ice», «Cthulhu Saves the World», Sherlock Holmes: The Awakened, Terraria, Call of Cthulhu (2018), World of Warcraft, The Sinking City, Bloodborne.

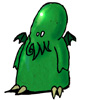
Карикатурный Ктулху, рис. Франсуа Лоне

### Наука
- В 2015 году в честь Ктулху названа макула Ктулху на Плутоне (название пока не утверждено Международным астрономическим союзом).
- В 2019 году в честь Мифов Ктулху[23] британскими и американскими палеонтологами назван родственный голотуриям вымерший вид морских животных из типа иглокожих Sollasina cthulhu, ископаемые остатки которого хранятся в Музее естественной истории Оксфордского университета[23][24].

### Общество
Творчество Лавкрафта породило шуточный религиозный культ Ктулху. В 2014 году в США зарегистрирована церковная община культа Ктулху — Первая объединённая церковь Ктулху (англ. First United Church of Cthulhu, FUCC). Основное предназначение этой церковной организации — обход законов некоторых штатов США, в которых для заключения брака требуется письменное благословление священнослужителя. Каждому желающему церковь выдаёт сертификат стоимостью 20 $, подтверждающий сан.
Кроме выдачи сертификатов священнослужителя Первая объединённая церковь Ктулху издаёт книги.

## Комментарии
1. ↑  Иные встречающиеся варианты перевода: Ктулу, Ктхулху, Цтулху, Кутулу, К’тулу.
2. ↑  Иные встречающиеся варианты написания на английском: Tulu, Clulu, Clooloo, Cthulu, C’thulhu, Cighulu, Cathulu, C’thlu, Kathulu, Kutulu, Kthulhu, Q’thulu, K’tulu, Kthulhut, Kulhu, Kutunluu, Ktulu, Cuitiliú, Thu Thu. — Harms, «Cthulhu», «PanChulhu», The Encyclopedia Cthulhiana, p. 64.